# O Escafandro e a Borboleta (filme)
Le Scaphandre et le Papillon (bra/prt: O Escafandro e a Borboleta) é um filme franco-estadunidense de 2007, do gênero drama biográfico, dirigido por Julian Schnabel, com roteiro de Ronald Harwood baseado na autobiografia Le Scaphandre et le Papillon, de Jean-Dominique Bauby.

## Sinopse
O filme narra a história de Jean-Dominique Bauby, um jornalista bem-sucedido, editor da revista Elle que, aos 43 anos de idade, sofreu um acidente vascular cerebral. Em conseqüência desse ataque, Jean-Do, como era chamado, desenvolveu uma síndrome rara, denominada síndrome do encarceramento, a qual deixou seu corpo totalmente paralisado. Ele só podia movimentar o olho esquerdo. A partir de então, Bauby tem de aprender a conviver naquele estado.

## Principais prêmios e indicações
| Prêmio                  | Categoria                    | Recipiente                                   | Resultado |
| ----------------------- | ---------------------------- | -------------------------------------------- | --------- |
| Globo de Ouro 2008      | Melhor diretor               | Julian Schnabel                              | Venceu    |
| Globo de Ouro 2008      | Melhor filme estrangeiro     | Kathleen Kennedy, Jon Kilik, Julian Schnabel | Indicado  |
| Globo de Ouro 2008      | Melhor roteiro               | Ronald Harwood                               | Indicado  |
| Oscar 2008              | Melhor diretor               | Julian Schnabel                              | Indicado  |
| Oscar 2008              | Melhor roteiro adaptado      | Ronald Harwood                               | Indicado  |
| Oscar 2008              | Melhor montagem/edição       | Juliette Welfling                            | Indicada  |
| Oscar 2008              | Melhor fotografia            | Janusz Kaminski                              | Indicado  |
| Festival de Cannes 2008 | Prêmio de direção            | Julian Schnabel                              | Venceu    |
| Festival de Cannes 2008 | Palma de Ouro (melhor filme) | Kathleen Kennedy, Jon Kilik, Julian Schnabel | Indicado  |
| BAFTA 2008              | Melhor roteiro adaptado      | Ronald Harwood                               | Venceu    |
| BAFTA 2008              | Melhor filme britânico       | Kathleen Kennedy, Jon Kilik, Julian Schnabel | Indicado  |